# Arti Jessurun
Arti Ernest Roy Jessurun, ook wel Arthy/Artie Jessurun, (Paramaribo, 19 september 1947 – 3 mei 2017) was een Surinaams politicus, medicus en zakenman.

## Biografie
Jessurun was een broer van de politicus Winston Jessurun.
Hij was een kinderarts en neonatoloog die in Nederland werd opgeleid. Hij was werkzaam bij het Sint Vincentius Ziekenhuis in Paramaribo. Daarnaast was hij al lange tijd politiek actief. In juli 1986 werd hij namens de Nationale Partij Suriname (NPS) minister van Volksgezondheid in het kabinet-Radhakishun. In februari 1987 maakte Desi Bouterse als voorzitter van het Topberaad, destijds het hoogste politiek orgaan in Suriname, bekend dat ze geen vertrouwen meer hadden in Radhakishun waarop deze als premier opstapte en kort daarop nam ook Jessurun samen met twee andere ministers ontslag. Jessurun was van 1987 tot 1991 ondervoorzitter van de NPS en zat ook namens deze partij in het parlement.
In augustus 1993 kwam hij in opspraak omdat hij weigerde inzage in zijn boeken te geven toen het er op leek dat hij betrokken was bij een smeergeldaffaire rond Begro-Wagenaar en Insulaire waarbij hij naar verluidt meer dan 800.000 Nederlandse gulden had ontvangen. Hij gaf toe voor adviezen aan Nederlandse bedrijven 'commissie' te hebben ontvangen maar omdat hij behalve arts en politicus ook nog zakenman was, was daar volgens hem niets mis mee. Desondanks deelde hij president Venetiaan mede dat hij al zijn politieke functies, waaronder het lidmaatschap van de Staatsraad, ter beschikking stelde. Toen hij een maand later op vakantie in Nederland was, werd hij in verband met die zaak door de politie aangehouden en pas twee dagen later weer vrijgelaten.
Binnen de NPS was hij betrokken bij de groep Trefpunt 2000 die het met sommige delen van het NPS-beleid niet eens waren. Uiteindelijk zijn ze uit die partij gestapt en bij de verkiezingen van 2005 maakte ze deel uit van de A1 Combinatie die toen 3 zetels haalde (waarvan voor de PVF twee zetels en DA'91 behaalde één zetel die toekwam aan zijn broer Winston Jessurun). In de aanloop naar de verkiezingen van 2010 viel de A1 Combinatie uit elkaar en Trefpunt 2000, waarvan Jessurun toen de voorzitter was, nam als onderdeel van de VolksAlliantie deel aan die verkiezingen. Hij kreeg 201 stemmen wat onvoldoende was om verkozen te worden. Toen na de verkiezingen duidelijk werd dat de VolksAlliantie Desi Bouterse als presidentskandidaat zou steunen besloot Jessurun zich als voorzitter van Trefpunt 2000 terug te trekken.
Jessurun overleed in de avond van 3 mei 2017. Hij was 69 jaar oud geworden.